# Nadsklepí
Městské Nadsklepí v Kroměříži je historická budova č.p.488 z roku 1868, která více než sto let sloužila jako centrum kulturního života města. V současnosti je využívána jako multifunkční zařízení, ale i jako kino. Objekt je chráněn jako nemovitá Kulturní památka České republiky pod číslem 101316.

## Historie
Budova Nadsklepí byla postavena v letech 1868-1870 nad sklepy s lednicemi právovárečných měšťanů sdružených kolem měšťanského pivovaru v hradebním příkopě za starou školou. Dokud se pivo vařilo na vrchní kvasnice, byly pivovarské sklepy pod radnicí. Když se pivo začalo vařit na spodní kvasnice, byly ležácké sklepy vystavěny na předměstí Za Kovářskou branou. Později byly nad nimi vystavěny hostinské prostory a velký divadelní sál, který od počátku sloužil k pořádání koncertů, divadelních představení a bálů. Vystupovali zde významní představitelé české kultury, mezi jinými Ema Destinnová, Eduard Vojan, Hana Kvapilová, Jaroslav Vrchlický, Adolf Heyduk, Antonín Dvořák či Václav Talich. Koncerty zde měl pěvecký sbor Moravan a Pěvecké sdružení moravských učitelů vedené  Ferdinandem Vachem. O většinu hudebních akcí se zasloužil JUDr. Emil Kozánek, který ve svém domě hostil mnoho významných osobností své doby. Dne 4. září 1887 se zde konal první cyklistický sjezd na Moravě. V roce 1890 kroměřížský stavitel Ladislav Mesenský objekt přestavěl a rozšířil, přičemž vzniklo také stálé jeviště s plynovým osvětlením. V roce 1901 byla úředně nařízena změna na instalaci osvětlení elektrického.

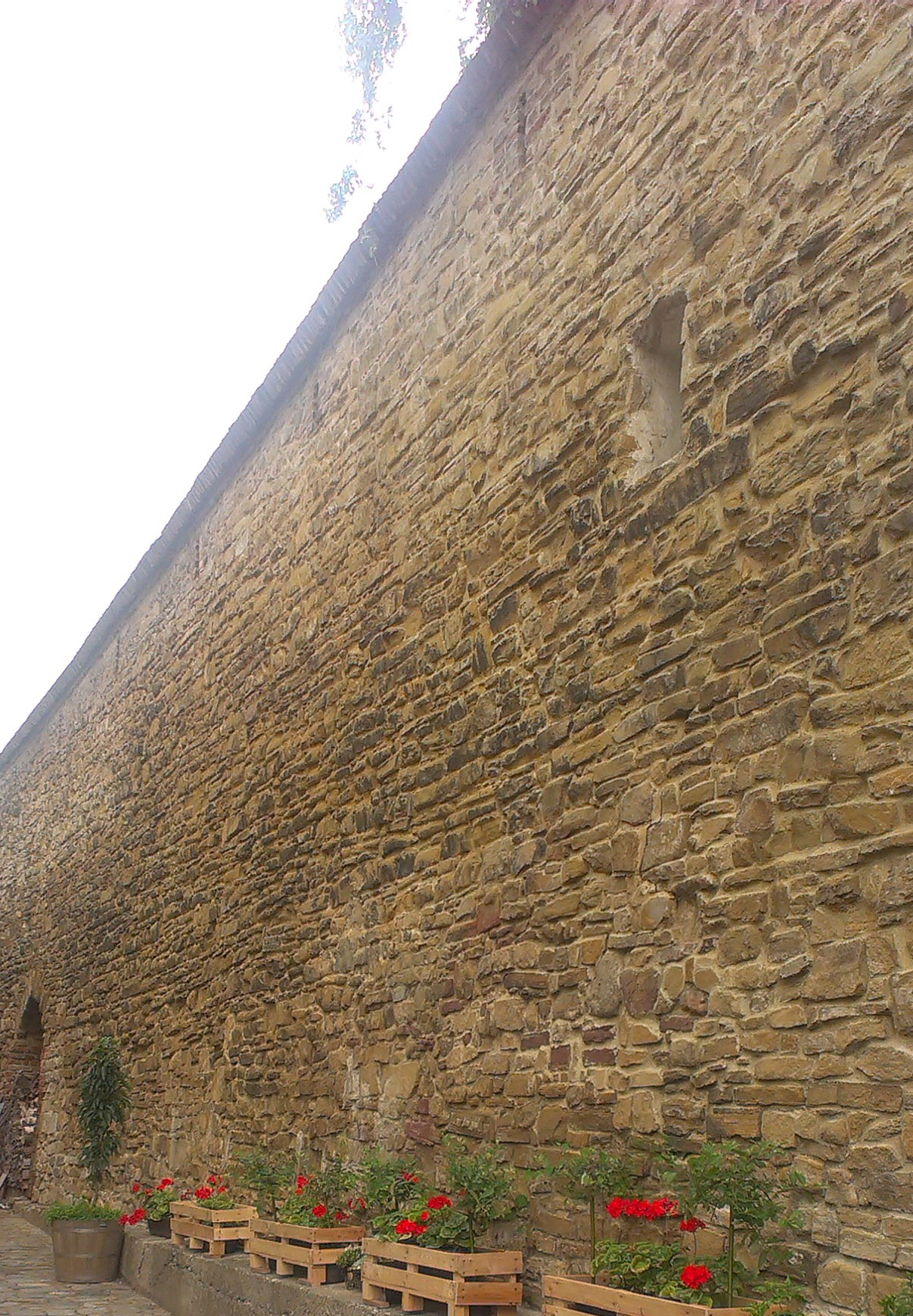
Městské hradby za budovou Nadsklepí

Od roku 1882 do postavení vlastní budovy v roce 1890 zde byly umístěny dvě třídy, kancelář a kabinet nově založeného českého  gymnázia. Od roku 1968 slouží Nadsklepí jako kino. V témže roce  byla na schodišti ke stému výročí postavení budovy umístěna  pamětní deska.
V roce 2011 byla budova rekonstruována v rámci projektu  "Infrastruktura pro kulturní akce v Kroměříži". 
Tento projekt byl spolufinancován Evropskou unií z  Evropského fondu pro regionální rozvoj.